# Harpendyreus major
Harpendyreus major är en fjärilsart som beskrevs av James John Joicey och Talbot 1924. Harpendyreus major ingår i släktet Harpendyreus och familjen juvelvingar. Inga underarter finns listade i Catalogue of Life.